# Fritz Tarp
Fritz Albert Tarp (Ringsted, 2 agosto 1899 – Frederiksberg, 9 gennaio 1958) è stato un calciatore danese, di ruolo difensore.